# Витковская-Заремба, Эльжбета
Эльжбета Витковская-Заремба (пол. Elżbieta Witkowska-Zaremba; род. 23 февраля 1946) — польский музыковед и филолог, профессор (2001), действительный член ПАН (2016).

## Биография
Родилась 23 февраля 1946 года.
В 1969 году окончила исторический факультет Варшавский университет, где получил степень магистра в области музыковедения. Она также имеет степень магистра в области классической филологии. В 1979 году она защитила докторскую диссертацию в области музыковедения на тему «Принципы музыки в краковских хоровых трактатах первой половины XVI века».
В 2001 году она получила степень профессора, а три года спустя она стала главным редактором журнала «Muzyka». В 2007 году она стала членом-корреспондентом, а в 2016 году была избрана действительным членом Польской академии наук.